# Rita Egídio
Rita Egídio é uma DJ Portuguesa. Nasceu no dia 21 de Dezembro de 1980 em Lisboa, Portugal. Mais conhecida no mundo da música por Rocky G, esta DJ Internacional também já passou pela televisão tendo feito algumas telenovelas e séries bem conhecidas do público português

## Biografia
Rita Egídio nasceu em Lisboa, Portugal, em 1980. É atualmente casada com Paul Quentin e é mãe de seis filhos: cinco biológicos e um do coração como se costuma referir ao filho do seu atual marido
Foi modelo, atriz e empresária, mas foi como DJ que se tornou internacionalmente conhecida. Atualmente divide o seu tempo entre a maternidade - pois é ela que cozinha, leva à escola e brinca com os seus seis filhos - e a viajar pelo mundo enquanto DJ Internacional.
Rita Egídio começou por trabalhar na televisão portuguesa estreando-se como atriz no programa Malucos do Riso (SIC). No entanto, o apelo da música tornou-se mais forte e iniciou-se como DJ.
Em 2007 decidiu mudar-se para Amesterdão, a capital da música eletrónica e tornou-se DJ da EDM (Electronic Dance Music).
ROCKY G também tocou na Ministry of Sound e foi DJ convidada em festas da Playboy e Fashion TV. Tocou também na Head Kandi e Hard Rock Café. Em 2009 foi-lhe atribuído o título de "Nossa DJ Favorita" pela revista Maxim.
Trabalha desde 2010, como embaixadora da PIONEER. Já tocou em 4 continentes e em mais de 50 países fazendo mais de 3 milhões de pessoas renderem-se à sua música.

## Currículo
- 2004 - Morangos Com Açúcar (Novela da TVI)
- 2004 - Os Malucos do Riso e Maré Alta (Séries da SIC)
- 2004 – Baía das Mulheres e Mistura Fina (Novelas da TVI)
- 2005 - Inspector Max (Série da TVI)
- 2006 - Camilo em Sarilhos (Série da SIC)
- 2006 - Tempo de Viver (Novela da TVI) e Floribella (Série da SIC)
- 2007 - O Quinto Poder (TV Record)
- 2009 – Apresenta em Portugal o jogo da Playstation “DJ Hero”
- 2011- É considerada DJ oficial da Ministry of Sound em Portugal (única DJ portuguesa da marca)
- DJ Oficial da Playboy Energy drink[4]